# Blackbird (film canadien, 2012)
Pour les articles homonymes, voir Blackbird.
Pour plus de détails, voir Fiche technique et Distribution.
Blackbird est un film dramatique canadien coproduit, écrit et réalisé par Jason Buxton et sorti en 2012.

## Synopsis
Dans une petite ville côtière du Canada, Sean, un adolescent victime de harcèlement de la part de ses camarades, aime s'échapper sur Internet. Un jour, il est accusé de projeter une tuerie dans son collège.

## Fiche technique
- Titre original : Blackbird
- Réalisation : Jason Buxton
- Scénario : Jason Buxton
- Direction artistique : William Fleming
- Décors :
- Costumes : Kate Rose
- Photographie : Stéphanie Anne Weber Biron
- Son : Zan Rosborough
- Montage : Kimberlee McTaggart
- Musique : Asif et Shehab Illyas
- Production : Marc Almon, Jason Buxton et David Miller
- Société(s) de production : A71 Productions, Festina Lente Productions et Story Engine Pictures
- Société(s) de distribution : Canada
- Budget :
- Pays d’origine :  Canada
- Langue originale : anglais
- Format : couleur - 35 mm - 2,35:1 - son Dolby numérique
- Genre : Drame
- Durée : 103 minutes
- Dates de sortie :
  - Canada : 9 septembre 2012 (festival international du film de Toronto)
  - France : 12 juin 2013

## Distribution
- Connor Jessup : Sean Randall
- Alexia Fast : Deanna Roy
- Michael Buie : Ricky Randall
- Alex Ozerov : Trevor

## Distinctions

### Récompenses
- Festival international du film de Seattle 2013 : Prix spécial du jury « FutureWave Feature »
- Festival international du film de Toronto 2012 : meilleur premier film canadien
- Festival international du film de Vancouver 2012 : meilleur film canadien